# Клотет, Жозеп
Жозе́п Клоте́т Ру́ис (кат. Josep Clotet Ruiz; род. 28 апреля 1977, Барселона) — испанский футболист и тренер.

## Биография
Родился 28 апреля 1977 года, карьеры профессионального игрока не имел, выступая за любительскую команду «Игуалада». Тренерскую деятельность начал в 2001 году в неполные 20 лет, возглавив каталонский клуб «Корнелья», где проработал до 2003 года.
В 2004—2006 годах являлся тренером молодёжного состава «Эспаньола».
После ухода из барселонского коллектива в 2006 году был назначен наставником команды «Фигерас», однако затем был уволен в том же году и в 2008 году вновь вернулся в молодёжную команду «Эспаньола», которую окончательно покинул в 2009 году.
Позже в 2009 году на протяжении короткого периода времени тренировал резервный состав «Эспаньола».
С 2010 по 2011 год работал в Швеции, являясь ассистентом главного тренера в командах «Мальмё» и «Хальмстад».
В 2012 году уехал в Норвегию, где в течение недолгого времени выступал в роли тренера местной команды «Викинг».
В 2012—2013 годах, по возвращении в Испанию, был тренером «Атлетико Малагеньо».
Затем с 2014 по 2015 год был ассистентом главного тренера клуба «Суонси Сити».
С 2016 по 2017 год был помощником главного тренера «Лидс Юнайтед».
В 2017—2018 годах работал в «Оксфорд Юнайтед».
После этого трудился в «Бирмингем Сити»: сначала ассистентом (2018—2019), а потом и главным тренером команды (2019—2020).
5 февраля 2021 года бывший владелец «Лидса» Массимо Челлино пригласил Клотета возглавить клуб «Брешиа».
В итоге команда под его руководством сумела выйти в плей-офф за повышение в Серию A, где в первом раунде уступила «Читтаделе». В конце сезона специалист и клуб расторгли соглашение по взаимному согласию.
2 июля 2021 года наставник подписал контракт с феррарским клубом СПАЛ на срок до 30 июня 2022 года. Был уволен 5 января 2022 года, оставив команду в трёх очках от зоны вылета.
28 марта 2023 года возглавил московское «Торпедо», сменив на этом посту Андрея Талалаева. Уволен 3 октября того же года. При Клотете «Торпедо» провело 23 матча, в которых потерпело 15 поражений, выбыло из премьер-лиги, а после 12 туров сезона Первой лиги занимало 10-е место с 17 очками.

### Работа в медиа
Помимо тренерской карьеры Клотет работал экспертом и комментатором на испанском отделении телеканала Sky Sports, а также являлся штатным колумнистом спортивного издания Marca.

## Статистика в качестве главного тренера
| Команда              | Начало работы   | Окончание работы | Результаты | Результаты | Результаты | Результаты | Результаты | Результаты | Результаты | Результаты |
| Команда              | Начало работы   | Окончание работы | И          | В          | Н          | П          | ГЗ         | ГП         | РМ         | В %        |
| -------------------- | --------------- | ---------------- | ---------- | ---------- | ---------- | ---------- | ---------- | ---------- | ---------- | ---------- |
| «Корнелья»           | июль 2001       | июнь 2003        | 76         | 36         | 18         | 22         | 100        | 82         | +18        | 047,37     |
| «Эспаньол» (мол.)    | июль 2004       | июнь 2006        | 66         | 44         | 13         | 9          | 162        | 64         | +98        | 066,67     |
| «Фигерас»            | июль 2006       | 23 октября 2006  | 9          | 1          | 3          | 5          | 5          | 12         | −7         | 011,11     |
| «Эспаньол» (мол.)    | июль 2008       | июнь 2009        | 34         | 20         | 10         | 4          | 77         | 35         | +42        | 058,82     |
| «Эспаньол B»         | июль 2009       | 6 октября 2009   | 7          | 0          | 4          | 3          | 6          | 11         | −5         | 000,00     |
| «Хальмстад»          | январь 2011     | 5 июля 2011      | 15         | 2          | 4          | 9          | 12         | 24         | −12        | 013,33     |
| «Атлетико Малагеньо» | 11 июля 2012    | 11 июля 2013     | 40         | 20         | 13         | 7          | 74         | 30         | +44        | 050,00     |
| «Оксфорд Юнайтед»    | 1 июля 2017     | 22 января 2018   | 36         | 13         | 8          | 15         | 68         | 64         | +4         | 036,11     |
| «Бирмингем Сити»     | 18 июня 2019    | 10 июля 2020     | 47         | 14         | 14         | 19         | 60         | 75         | −15        | 029,79     |
| «Брешиа»             | 7 февраля 2021  | 30 июня 2021     | 19         | 10         | 4          | 5          | 31         | 20         | +11        | 052,63     |
| СПАЛ                 | 2 июля 2021     | 5 января 2022    | 19         | 5          | 5          | 9          | 23         | 28         | −5         | 026,32     |
| «Брешиа»             | 1 июля 2022     | 21 декабря 2022  | 20         | 7          | 6          | 7          | 24         | 29         | −5         | 035,00     |
| «Брешиа»             | 16 января 2023  | 6 февраля 2023   | 3          | 0          | 0          | 3          | 1          | 8          | −7         | 000,00     |
| «Торпедо» (Москва)   | 28 марта 2023   | 3 октября 2023   | 23         | 6          | 2          | 15         | 23         | 42         | −19        | 026,09     |
| «Триестина»          | 21 октября 2024 | 27 ноября 2024   | 6          | 0          | 2          | 4          | 1          | 6          | −5         | 000,00     |
| Всего                | Всего           | Всего            | 418        | 178        | 106        | 134        | 668        | 527        | +141       | 042,58     |

## Достижения
«Корнелья»
- Победитель Примеры Каталонии[англ.]: 2002/03
- Итого : 1 трофей

«Эспаньол»
- Серебряный призёр Молодёжного дивизиона (группа 3)[англ.] (2): 2004/05, 2005/06[англ.]
- Бронзовый призёр Молодёжного дивизиона (группа 3)[англ.]: 2008/09[англ.]